# Роуз, Хелен
Хелен Роуз (англ. Helen Rose; 2 февраля 1904, Чикаго, Иллинойс — 9 ноября 1985, Палм-Спрингс, Калифорния) — американская художница по костюмам, двукратная обладательница премии «Оскар» за лучший дизайн костюмов. Большая часть её карьеры была связана с Metro-Goldwyn-Mayer.

## Биография и карьера
Хелен Роуз родилась 2 февраля 1904 года в семье еврейских эмигрантов из России и Германии Уильяма Бромберга и Рэй Боббс в Чикаго, штат Иллинойс. Она училась в Чикагской академии изящных искусств, а затем занималась дизайном ночных клубов и сценических костюмов для различных выступлений.
В 1929 году она переехала в Лос-Анджелес. В начале 1940-х годов она два года проработала в компании 20th Century Fox. С 1943 года работала в Metro-Goldwyn-Mayer, и к концу 1940-х стала главным дизайнером MGM.
Роуз выиграла две премии «Оскар» за лучший дизайн костюмов: за «Злые и красивые» в 1952 году и за «Я буду плакать завтра» в 1955 году. Она была номинирована на Оскар ещё восемь раз и известна тем, что создавала знаменитые свадебные платья той эпохи. В частности, она разработала свадебное платье для Грейс Келли, когда она вышла замуж за князя Монако Ренье в 1956 году. Она также создавала одежду для Элизабет Тейлор в фильмах «Отец невесты» и «Кошка на раскалённой крыше», и её свадебное платье, когда она вышла замуж за Конрада «Ники» Хилтона.
В конце 1960-х Роуз покинула студию, чтобы открыть свой собственный дизайнерский бизнес и продолжала обеспечивать одеждой знаменитых и богатых. Кроме того, она написала две книги: автобиографию «Просто сделай их красивыми» и «Гламурный мир Хелен Роуз». В 1970-х годах Роуз также организовала передвижной показ мод, на котором были представлены некоторые из её костюмов, разработанных для MGM, под названием «Шоу Хелен Роуз».
Хелен была замужем за Гарри В. Роузом, которого при рождении звали Гарри Розенштейн (1902—1993), и у них родилась дочь.
Хелен Роуз умерла в Палм-Спрингс, Калифорния, в 1985 году.

## Избранная фильмография
- Свидание с Джуди (1948)
- Акт насилия (1948)
- Красный Дунай (1949)
- Увольнение в город (1949)
- Большое похмелье (1950)
- Отец невесты (1950)
- Любимец Нового Орлеана (1950)
- Летние гастроли (1950) — для Глории Дехейвен
- Её собственная жизнь (1950) — для Ланы Тёрнер
- Маленький дивиденд отца (1951)
- Великий Карузо (1951)
- Без лишних вопросов (1951)
- Богатые, молодые и красивые (1951)
- Стрип (1951)
- Народ против О’Хары (1951)
- Неизвестный человек (1951)
- Потому что ты моя (1952)
- Злые и красивые (1952)
- Девушка, у которой было всё (1953)
- Опасность (1953) — для Барбары Стэнвик
- Могамбо (1953)
- Грустная песня (1953)
- Длинный, длинный трейлер (1954)
- Рапсодия (1954)
- Административная власть/Номер для директоров (1954)
- Полицейский-мошенник (1954)
- Глубоко в моём сердце (1954)
- Хрустальный башмачок (1955)
- Люби меня или покинь меня (1955)
- Я буду плакать завтра (1955)
- Выкуп! (1956) — для Донны Рид
- Запретная планета (1956) — для Энн Фрэнсис
- Высшее общество (1956)
- Чай и симпатия (1956) — для Деборы Керр
- Противоположный пол (1956)
- Шёлковые чулки (1957)
- Не подходи к воде (1957)
- Кошка на раскалённой крыше (1958) — для Элизабет Тейлор
- Девушка с вечеринки (1958)
- Баттерфилд, 8 (1960)
- Сделано в Париже (1966)